# Vlag van Oeffelt

Vlag van de gemeente Oeffelt
(1975-1994)

De vlag van Oeffelt werd op 19 december 1975 bij raadsbesluit vastgesteld als de gemeentelijke vlag van de Noord-Brabantse gemeente Oeffelt. De vlag is in het besluit als volgt beschreven:
(2) Banen geel-blauw, aaneengesloten volgens een ten minste driemaal gegolfde lijn, en tegen de broekzijde over alles  heen in de richting van de vluchtzijde een geopende, rode schaapscheerdersschaar.
De kleuren van de vlag zijn ontleend aan die van het gemeentewapen, evenals de schaapscheerdersschaar en de golflijn, die in het wapen onterecht als een enkele boog is weergegeven. De oorspronkelijke kleuren van het wapen waren rood op geel. Het ontwerp was afkomstig van de Stichting voor Banistiek en Heraldiek.
Op 1 januari 1994 is Oeffelt opgegaan in de gemeente Boxmeer, waarmee de vlag als gemeentevlag kwam te vervallen. Sinds 2022 valt Oeffelt onder de gemeente Land van Cuijk.

## Verwante afbeelding

Wapen van Oeffelt

Aalburg 
· Aarle-Rixtel 
· Alphen en Riel 
· Bakel en Milheeze 
· Beek en Donk 
· Beers 
· Berghem 
· Berkel-Enschot 
· Berlicum 
· Bladel en Netersel 
· Borkel en Schaft 
· Boxmeer 
· Budel 
· Chaam 
· Cuijk 
· Cuijk en Sint Agatha 
· Den Dungen 
· Diessen 
· Dinteloord en Prinsenland 
· Drunen 
· Dussen 
· Engelen 
· Erp 
· Esch 
· Escharen 
· Fijnaart en Heijningen 
· Geffen 
· Geldrop 
· Gemert 
· Giessen 
· Ginneken en Bavel 
· Grave 
· 's Gravenmoer 
· Haaren 
· Halsteren 
· Haps 
· Heesch 
· Heeswijk-Dinther 
· Heeze 
· Helvoirt 
· Hoeven 
· Hooge en Lage Mierde 
· Hooge en Lage Zwaluwe 
· Hoogeloon, Hapert en Casteren 
· Huijbergen 
· Klundert 
· Landerd 
· Leende 
· Liempde 
· Lieshout 
· Lith 
· Luyksgestel 
· Maarheeze 
· Maasdonk 
· Made en Drimmelen 
· Megen, Haren en Macharen 
· Mierlo 
· Mill en Sint Hubert 
· Moergestel 
· Nieuw-Ginneken 
· Nieuw-Vossemeer 
· Nistelrode 
· Nuland 
· Oeffelt 
· Oost-, West- en Middelbeers 
· Oploo, Sint Anthonis en Ledeacker 
· Ossendrecht 
· Oud en Nieuw Gastel 
· Oudenbosch 
· Prinsenbeek 
· Putte 
· Raamsdonk 
· Ravenstein 
· Reusel 
· Riethoven 
· Rijsbergen 
· Rijswijk 
· Roosendaal en Nispen 
· Rosmalen 
· Schaijk 
· Schijndel 
· Sint Anthonis 
· Sint-Oedenrode 
· Sprang-Capelle 
· Standdaarbuiten 
· Terheijden 
· Teteringen 
· Uden 
· Udenhout 
· Veghel
· Vessem, Wintelre en Knegsel 
· Vierlingsbeek 
· Vlijmen 
· Wanroij 
· Waspik 
· Werkendam 
· Westerhoven 
· Willemstad 
· Woudrichem 
· Wouw 
· Zeeland 
· Zevenbergen